# Mazzatello

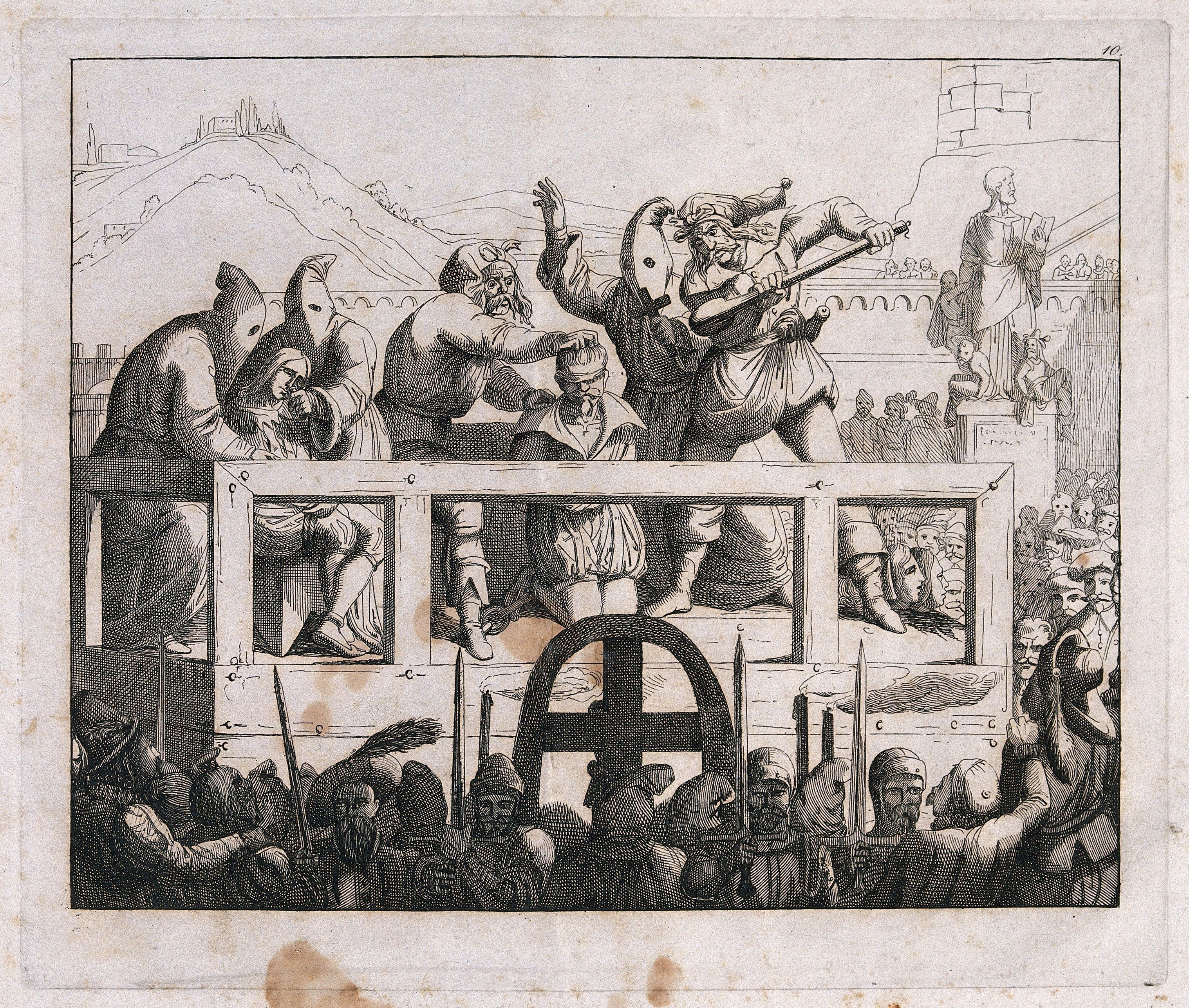
Exécution de Giacomo Cenci en 1599 par la méthode du mazzatello. Eau-forte, vers 1850.

Le mazzatello (en abrégé mazza) était une méthode d'application de la peine capitale utilisée dans les États pontificaux de la fin du XVIIIe siècle à 1870,.
La méthode doit son nom à l'instrument employé pour l'exécution : un grand maillet à long manche. Selon Abbott, le mazzatello constitue l'une des méthodes les plus brutales d'exécution jamais conçues, qui exigeait « très peu de compétences de la part du bourreau et un acquiescement surhumain de la part de la victime. » Megivern cite le mazzatello comme exemple de méthode d'exécution entrant « en concurrence et, dans certains cas, dépassant les autres méthodes d'exécution par sa cruauté. »
Le condamné était conduit à l'échafaud sur une place publique de Rome, accompagné par un prêtre (le confesseur du condamné). L'échafaud avait également un cercueil et le bourreau masqué, habillé en noir. On disait tout d'abord une prière pour l'âme du condamné. Ensuite, le bourreau levait le maillet au-dessus de sa tête pour lui donner de l'élan, puis l'abattait sur la tête du prisonnier, un peu à la méthode contemporaine d'abattage des bovins. Cette méthode étourdissait simplement le condamné plutôt que de le tuer sur le coup, de sorte que le condamné devait être ensuite égorgé avec un couteau,. Le plus souvent, le condamné était exécuté inconscient.
Avec le Hanged, drawn and quartered britannique (et quelquefois la méthode n'avait pas le hanged initial), le mazzatello était réservé aux crimes considérés comme « particulièrement odieux ».

## Dans la littérature
Alexandre Dumas, dans Le Comte de Monte-Cristo, décrit une scène de mazzatello dans les derniers paragraphes du chapitre XXXV, intitulé « La Mazzolata »

## Sources
- (en) Cet article est partiellement ou en totalité issu de l’article de Wikipédia en anglais intitulé « Mazzatello » (voir la liste des auteurs).